# باسل فاضل
باسل فاضل مواليد 10 مايو 1963 في العراق، هو لاعب كرة قدم عراقي سابق كان يلعب كلاعب وسط.